# Saint-Victurnien
Saint-Victurnien is een gemeente in het Franse departement Haute-Vienne (regio Nouvelle-Aquitaine) en telt 1458 inwoners (1999). De plaats maakt deel uit van het arrondissement Rochechouart.

## Geografie
De oppervlakte van Saint-Victurnien bedraagt 21,0 km², de bevolkingsdichtheid is 69,4 inwoners per km².

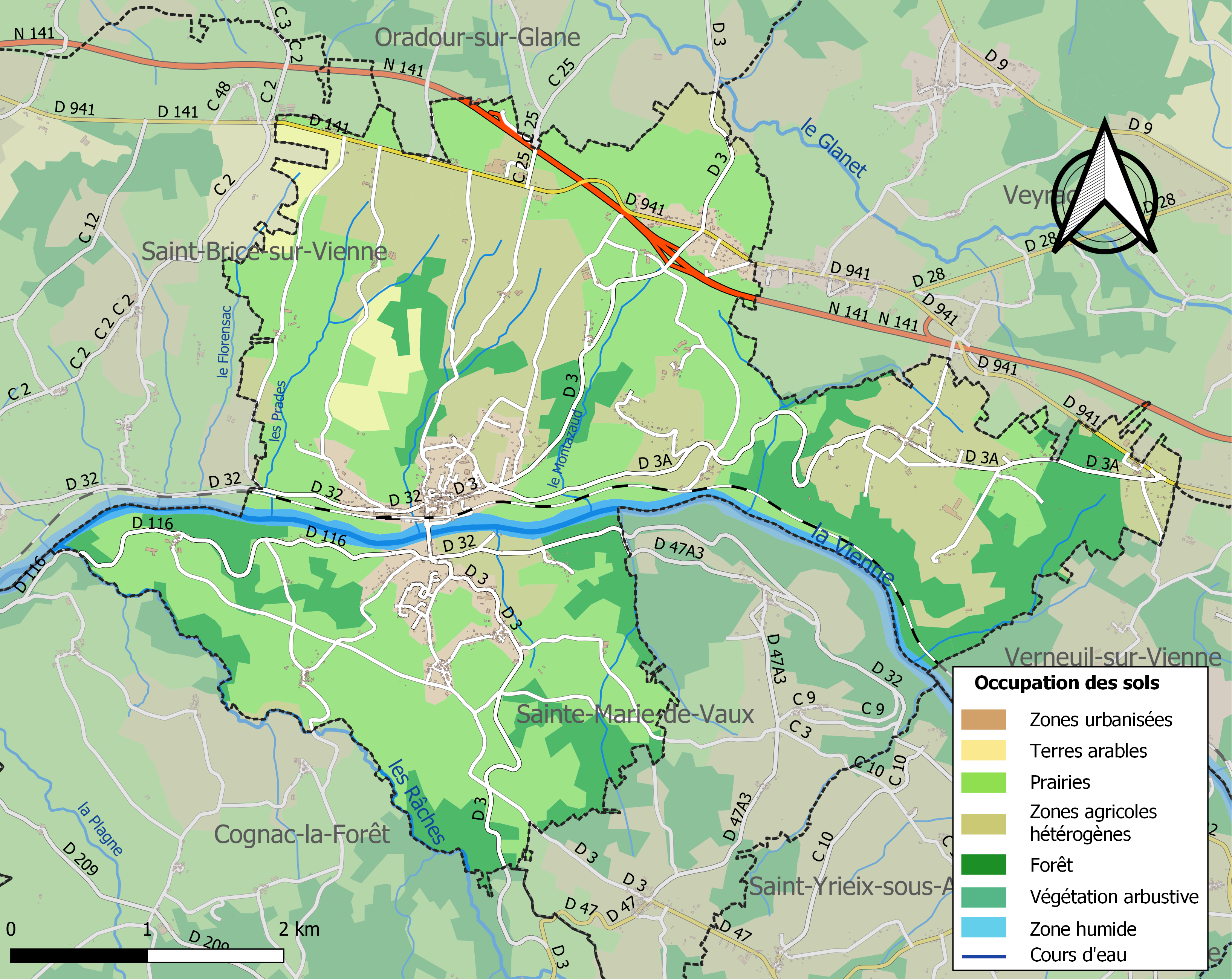
Kaart van de gemeente met de belangrijkste infrastructuur, bodemgebruik en omliggende gemeenten

## Verkeer en vervoer
In de gemeente ligt de spoorweghalte Saint-Victurnien.

## Demografie
Onderstaande figuur toont het verloop van het inwonertal (bron: INSEE-tellingen).